# La Yuma
Pour plus de détails, voir Fiche technique et Distribution.
La Yuma est un film français, coproduit par le Mexique, l'Espagne et le Nicaragua, réalisé par Florence Jaugey et sorti en 2009.

## Synopsis
Managua, aujourd’hui. Yuma veut être boxeuse. Dans son quartier pauvre, les gangs luttent pour le contrôle de la rue. Chez elle, le manque d’amour dicte sa loi. Le ring, l’énergie, l’agilité des pieds et des mains, sont ses rêves et sa seule option. Une rue, un vol, Yuma rencontre Ernesto, étudiant en journalisme, un garçon qui vient de l’autre côté de la ville. Ils sont  différents, mais ils vont tomber amoureux, attirés l’un par l’autre comme deux pôles opposés. Cependant, les inégalités qui les séparent les transforment rapidement en adversaires. Mais dans un Nicaragua divisé en classes sociales violemment contrastées qui n’excluent pas pour autant l’amitié et la solidarité, Yuma trouvera sa route

## Fiche technique
- Titre : La Yuma
- Réalisation :	Florence Jaugey
- Scénario : Florence Jaugey, Juan Sobalvarro, Edgar Soberón Torchia
- Photographie : Frank Pineda
- Montage : Mario Sandoval
- Musique : Rodrigo Barbera
- Direction artistique : Arlen Centeno
- Costumes : Oyanka Cabezas, Vivian López
- Producteurs :	Florence Jaugey, Frank Pineda
- Coproducteurs : Gorune Aprikian, Marie Claude Arbaudie, José María Morales, Miguel Necoechea
- Société de production : Ivania Films, Wanda Visión S.A., Camila Films, Araprod
- Société de distribution : Ciné Classic (France), Kairos Filmverleih (Allemagne), Camila Films (Nicaragua)
- Pays d'origine :  France |  Mexique |  Espagne |  Nicaragua
- Langue : espagnol
- Format : couleur — 35 mm — 1,66:1 — Son : Dolby Digital
- Genre : drame, action
- Durée : 90 minutes (1 h 30)
- Dates de sortie :
  -  France : 30 septembre 2009 (Festival Biarritz Amérique latine) / Sortie nationale : 29 septembre 2010
  -  Allemagne : 10 novembre 2009 (Festival international du film de Mannheim-Heidelberg) / Sortie nationale : 17 mars 2011
  -  Suède : 5 février 2010 (Festival international du film de Göteborg)
  -  France : 11 mars 2010 (Festival Les Reflets du cinéma ibérique et latino-américain de Villeurbanne)
  -  Mexique : 16 mars 2010 (Festival international du film de Guadalajara)

## Distribution
- Alma Blanco : Virginia Roa, 'La Yuma'
- Rigoberto Mayorga : Culebra
- Gabriel Benavides : Ernesto
- Juan Carlos García : La Cubana
- Eliézer Traña : Yader
- María Esther López : Scarlett
- Guillermo Martínez : Polvorita
- Salvador Espinoza : Alfonso

## Distinctions
- Mention du jury pour une première œuvre, Festival international du nouveau cinéma latino-américain de La Havane, Cuba, 2009.
- Meilleure actrice, Meilleur second rôle féminin et Prix de L’Office catholique pour l’Amérique latine et les Caraïbes, Festival international du film de Carthagène, Colombie, 2010.
- Meilleure actrice et Meilleur premier film, Festival international du film de Guadalajara, Mexique, 2010.
- Meilleure actrice, Rencontres du cinéma sud-américain de Marseille, France, 2010.
- Meilleure actrice et Prix spécial du jury, Festival de Málaga, Espagne, 2010.